# وزارة الداخلية (البحرين)

شارة الوزارة

علم الوزارة

وزارة الداخلية هي الوزارة المسئولة عن إنفاذ القانون والسلامة العامة في البحرين. يقع مقر الوزارة في ديوان القلعة والمعروف أيضا باسم قلعة المنامة ويشار إليه بالعامية باسم «القلعة».
يتولى حاليا منصب وزير الداخلية الفريق الركن الشيخ راشد بن عبد الله آل خليفة منذ عام 22 مايو 2004. وهو عضو في العائلة المالكة آل خليفة وقريب من الملك حمد بن عيسى آل خليفة.

## الإدارات
- - مديرية شرطة محافظة العاصمة.
  - مديرية شرطة محافظة المحرق.
  - مديرية شرطة المحافظة الشمالية.
  - مديرية شرطة المحافظة الجنوبية.
  - مديرية شرطة المطار.
  - مديرية شرطة جسر الملك فهد.
  - الإدارة العامة للمباحث والأدلة الجنائية.
- المديرية العامة للدفاع المدني.
- الإدارة العامة للحراسات.
- الإدارة العامة للجنسية والجوازات والإقامة.
- قيادة خفر السواحل.
- مديرية أمن النظم الجغرافية.
- الأكاديمية الملكية للشرطة.
- الإدارة العامة للمرور.
- شؤون الجمارك.
- مديرية الاستخبارات المالية.
- مديرية العلاقات العامة.
- مركز الشرطة الإعلامي.
- مركز الإسعاف الوطني.
- وحدة اقتفاء الاثر K9.
- القوات الخاصة.
- الشرطة النسائية.
- الفرقة الموسيقية للشرطة.
- طيران الشرطة.
- نادي الضباط الأمن العام.
- مركز الإصلاح والتأهيل.
- مكافحة المخدرات.
- شرطة خدمة المجتمع.
- إدارة المراسيم وحماية الشخصيات
- غرفة العمليات.
- دوريات النجدة.
- مكافحة الفساد والامن الاقتصادي والالكتروني.
- شرطة الهجانة.
- شرطة النظامية.
- إدارة الشرطة العربية والدولية (INTERPOL).
- إدارة  المخابرات الوطني

## وزراء الداخلية
| # | الاسم                           | الصورة | تولى المنصب    | ترك المنصب   |
| - | ------------------------------- | ------ | -------------- | ------------ |
| 1 | الشيخ محمد بن خليفة آل خليفة    |        | 15 ديسمبر 1973 | 22 مايو 2004 |
| 2 | الشيخ راشد بن عبد الله آل خليفة |        | 22 مايو 2004   | حتى الآن     |

## طالع أيضًا
- جهاز المخابرات الوطني
- قيادة قوة الأمن الخاصة
- مجلس الوزراء البحريني